# ریستوستین
ریستوستین (به انگلیسی: Ristocetin) با فرمول شیمیایی C94H108N8O44 یک ترکیب شیمیایی با شناسه پاب‌کم 24846002 است. که جرم مولی آن ۲۰۵۳٫۸۹۰۵۲ گرم بر مول می‌باشد.
ریستوسیتین در بیماری های عملکرد پلاکت برای افتراق سندرم برنارد سولیر از سندرم گلانزمن استفاده میشود با افزودن آن در سندرم گلانزمن پلاکت ها به صورت طبیعی تجمع میابند درحالی که در بیمار برنارد سولیه تجمع پلاکتی رخ نمیدهد